# Saint-Genest-d'Ambière
Saint-Genest-d'Ambière là một xã, tọa lạc ở tỉnh Vienne trong vùng Nouvelle-Aquitaine, Pháp. Xã này có diện tích 32,06 km², dân số năm 2006 là 1206 người. Xã nằm ở khu vực có độ cao trung bình 110 m trên mực nước biển. 

## Hành chính
| Danh sách các xã trưởng |               |                          |      |         |
| Giai đoạn               | Giai đoạn     | Tên                      | Đảng | Tư cách |
| mars 2001               | réélu en 2008 | Jean-Jacques Berthellemy |      |         |

## Biến động dân số
| Năm | 1962  | 1968  | 1975  | 1982  | 1990  | 1999  | 2006  |
| --- | ----- | ----- | ----- | ----- | ----- | ----- | ----- |
| Dân số | 1 097 | 1 106 | 1 067 | 1 105 | 1 105 | 1 143 | 1 206 |
| From the year 1962 on: No double counting—residents of multiple communes (e.g. students and military personnel) are counted only once. |       |       |       |       |       |       |       |